# 战神广场 (蒙特利尔)

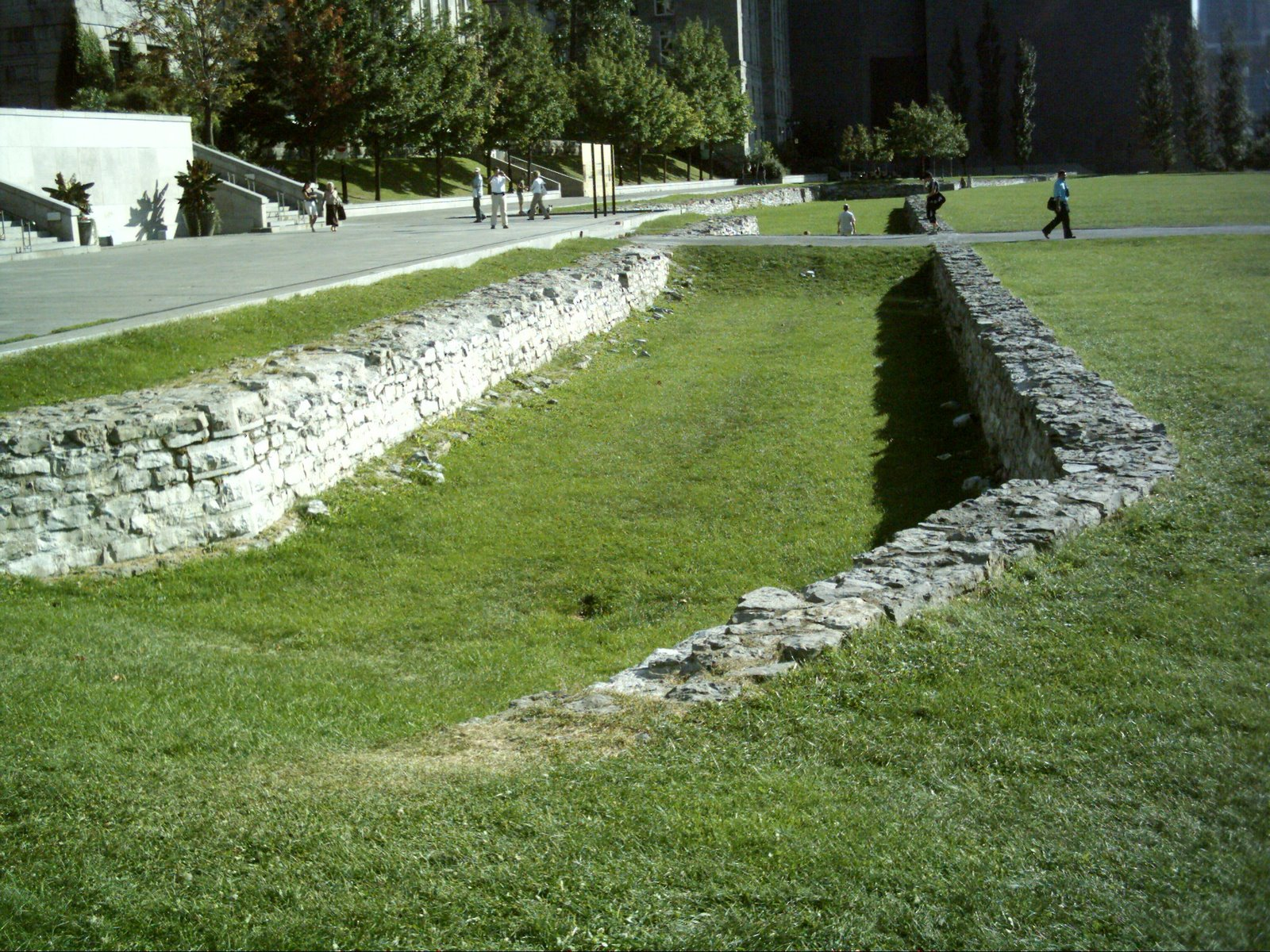
战神广场

战神广场（法語：Champ de Mars）是加拿大魁北克省蒙特利尔旧城区的一个公园。
战神广场以前是一个阅兵场，此前曾是蒙特利尔城堡的所在地，后者已在19世纪初建造蒙特利尔市政厅和旧法院后不久拆除。。它曾作为一个市立停车场，直到1980年代恢复为公园。那时，蒙特利尔城墙的基础被发现并修复。
广场的名称是为了纪念其以前的军事目的。玛尔斯是罗马战神，拉丁文campus Martius意为军事演习场。 现在的墙壁显示了原来城墙的位置所在。
其周边为蒙特利尔市政厅、新旧法院和地铁战神广场站。